# Economía virtual
La economía virtual es un campo de estudio interdisciplinario que analiza la creación, dinámica y análisis de sistemas económicos basados en bienes y servicios digitales. Estos sistemas pueden manifestarse de diversas formas: como Economías Play-to-Earn (P2E), donde los activos virtuales poseen valor en el mundo real; como mercados secundarios dentro de entornos virtuales cerrados; o como simulaciones económicas internas (conocidas como economías in-game), que funcionan como sistemas ficticios sin un valor real directo fuera de su entorno. Las economías virtuales exhiben una amplia gama de dinámicas de interacción, desde entornos con un único agente interactuante hasta complejos sistemas con múltiples participantes y estructuras de mercado. Este campo integra principios y metodologías de diversas disciplinas, incluyendo Ingeniería de Software, Desarrollo de videojuegos, Diseño de Metaversos, Ingeniería de Sistemas, Ciencias de la Computación y áreas afines de la Informática. Desde la perspectiva de la ciencia económica, el estudio de sus fundamentos económicos se consolida como un subcampo emergente dentro de la Economía de la tecnología.
Las personas ingresan en este tipo de economía por propósitos de recreación y entretenimiento en vez de necesidad, lo que significa que las economías virtuales carecen de algunos aspectos presentes en la economía real que no son considerados «divertidos» (por ejemplo, un avatar de un mundo virtual no necesita comprar comida para sobrevivir y generalmente no tiene necesidades biológicas). Sin embargo, algunas personas interactúan con la economía virtual buscando un beneficio económico real. Además de tener una relación con transacciones electrónicas dentro de juegos, este término también incluye las transacciones y ventas de monedas virtuales a dinero real. [cita requerida]

## Resumen
Las economías virtuales son habituales en juegos MUDs y en juegos multijugador masivos (MMORPGs). Las economías virtuales más grandes se encuentran en los MMORPGs. Asimismo, existen en juegos de simulación, en los cuales se han tomado pasos radicales para la unión de la economía virtual con el mundo real. Por ejemplo, en el juego de realidad virtual Second Life se reconocen derechos de propiedad intelectual por activos creados en "el mundo" por parte de suscriptores y permite la compra y venta de Dólares Linden (la moneda del mundo del juego) por dinero real en sitios web de terceros. Las economías virtuales también pueden existir en aplicaciones web, donde el dinero "real" puede ser gastado en tiendas que abren los usuarios. 
La propiedad virtual puede referirse a cualquier fuente que sea controlada por objetos virtuales, avatares o cuentas de usuarios. Las siguientes características pueden ser encontradas en fuentes virtuales enfocadas en la imitación de propiedad tangible. Sin embargo, es posible que algunos recursos virtuales carezcan de una o más características.
1. Rivalidad: La posesión de un recurso está limitada a una persona o a un número pequeño de personas que estén involucradas en la mecánica del juego virtual.
2. Persistencia: Los recursos virtuales persisten entre varias sesiones de usuarios.
3. Interconectividad: Los recursos pueden afectar o ser afectados por otras personas u objetos. El valor de los mismos varía de acuerdo a la habilidad de una persona de hacer uso de ellos.
4. Mercados secundarios: Los recursos virtuales pueden ser creados, intercambiados, comprados y vendidos. También pueden involucrarse activos reales.
5. Valor añadido por los usuarios: Los usuarios pueden aumentar el valor de los recursos virtuales al personalizarlos y mejorarlos.

La existencia de estas condiciones crea un sistema económico con propiedades similares a la economía real. Por lo tanto, es posible usar la teoría económica para estudiar estos mundos virtuales.
Dentro de los mundos virtuales en los que se encuentran las economías sintéticas, los artículos se precian de acuerdo a la oferta y demanda, y no dependen del valor estimado del desarrollador. Estas economías emergentes son consideradas activos circulantes por muchos jugadores, dándoles una dimensión extra a la realidad para jugar. 

### Mercado
El lanzamiento de Blizzard Entertainment, World of Warcraft en 2004 y su éxito subsecuente forzó tanto a los MMORPG como a sus mercados secundarios a tomar acciones. Desde entonces, se ha abierto una gran cantidad de nuevos mercados. Una búsqueda en Google de WoW Gold muestra una gran variedad de sitios donde se puede comprar esa membresía. El comercio de dinero real en mercados virtuales ha crecido hasta convertirse en una industria billonaria. En 2001 los jugadores de EverQuest, Brock Pierce y Alan Debonneville fundaron Internet Gaming Entertainment Ltd (IGE), una compañía que ofrece no sólo intercambios de dinero virtual por dinero real, sino que también provee servicio profesional personalizado. IGE cuenta con un staff entrenado para manejar cuestiones financieras, preguntas de clientes y servicio técnico para asegurar que los jugadores estén satisfechos con cada compra. También tiene una tienda en Hong Kong, donde los técnicos empleados llenan órdenes, cargan avatares, retiran bienes de la tienda y los entregan donde sea necesario. Este lucrativo mercado ha abierto un tipo de economía completamente nuevo donde la frontera entre lo real y lo virtual se oscurece.
Cientos de compañías son exitosas en este nuevo mercado, varias de ellas se han vendido por miles de dólares. Algunas de estas compañías venden múltiples bienes virtuales para muchos juegos, y otras venden servicios para un solo juego. Las bienes raíces virtuales están ganando dinero real con personas como el repartidor de 43 años, John Dugger, quien compró una propiedad virtual por $750 dólares. Esta propiedad incluye nueve habitaciones, tres estudios, un roofgarden, etc. Dugger representa a un grupo de jugadores que no están en el mercado por una casa real, sino que poseen una pequeña parte de la vasta base de datos que fue Ultima Online, un mundo mítico. Este intercambio de bienes virtuales por dinero real simplemente representa el desarrollo de economías virtuales donde las personas se reúnen y juntan el mundo real y el sintético en una esfera económica.
Aunque los mercados virtuales pueden representar un área de oportunidad y crecimiento, no es claro hasta qué punto puede crecer, debido a la que los bienes son altamente sustituibles en esos mercados y a la falta de factores como la ubicación para dispensar la demanda. A pesar de los varios ejemplos de crecimiento económico en sitios como Second Life, un analista amateur estimó en 2008 que la inequidad de ingreso en la economía de Second Life es peor que en cualquier economía real; con un coeficiente de Gini de 90.2, un índice Hoover de 77.8, y un índice Theil del 91%. Sin embargo, la aplicación de estas medidas económicas a un mundo virtual puede ser inapropiada donde la pobreza es meramente virtual y existe una relación directa entre la riqueza dentro del juego y el tiempo jugado. 
El mercado secundario global, definido por el dinero real intercambiado entre jugadores, se estimó en 2005 ser de 880 millones de dólares por el presidente (en ese tiempo) de la compañía líder IGE. Antes de eso, en 2004, el economista americano Edward Castronove había estimado la cifra en 100 millones de dólares basándose solamente en las ventas de dos sitios de subastas, eBay y el coreano itemBay. Una extrapolación especulativa basada en estos datos y otras cifras de la industria determinó la cifra en dos mil millones de dólares en 2007.
Sin embargo, es poco probable que el mercado secundario haya seguido el crecimiento del mercado primario desde 2007, ya que las compañías de juegos han tenido mejor suerte monetizando sus productos con micro transacciones y muchos juegos populares como World of Warcraft están tomando medidas contra el intercambio de dinero real. Asimismo, el decline global en el consumo debido a la crisis financiera de 2007-2008 habría afectado negativamente al mercado secundario. Después de la crisis, el crecimiento del mercado secundario se ubicó en mercados emergentes como Rusia, Europa, Sudamérica y el Sudeste de Asia. Por ejemplo, se estima que Corea del Sur tiene la porción más grande de intercambio de dinero real en el mercado y que se ha convertido en una parte sujeta a impuestos. En países occidentales el mercado secundario permanece catalogado como mercado negro con poca aceptación social.
En cuanto al modelo económico actual, el mercado secundario se estima en 1.1 dólares por jugador conectado al día por compañías como Eunescape, EVE Online y Ultima Online. No se ha sugerido ningún modelo más regulado para un MMORPG, como World of Warcraft. Sin embargo, al ser un mercado poco regulado y libre de impuestos, cualquier modelo económico permanece en especulación.

## Últimos desarrollos
Los bancos se han mostrado interesados en economías virtuales, especialmente en nuevas monedas virtuales. El 10 de diciembre de 2013, el banco JP Morgan Chase llenó una patente en los Estados Unidos para desarrollar un sistema de pagos utilizando "Efectivo Virtual". De acuerdo a un documento en la Oficina de Patentes de Estados Unidos, "la aplicación es una renovación de propiedad intelectual que data de 1999 y cubre un método y sistema para conducir transacciones financieras en red." De manera similar a Bitcoin, el sistema propuesto por JP Morgan permitiría a los usuarios a realizar pagos electrónicos anónimos a través de internet, sin el requerimiento de un nombre o el pago de una comisión.

### Mercados más controlados
Un ejemplo de un mercado mucho más controlado es el del oro, el cual está sólo disponible del vendedor y típicamente se paga en efectivo. Este se ha convertido en un modelo para otros juegos freemium. Y no permite la venta de ningún bien sin el permiso y participación directa del operador/servidos/vendedor del juego.
En este modelo, los jugadores tienen estrictamente prohibido el empleo de medios o métodos para maximizar la disponibilidad de oro (como bonos por nuevas cuentas). Ellos pueden darse oro entre ellos mismos, pero no pueden solicitarlo o pedirlo. El oro compartido es común entre los juegos e incluso incentivado, pero no entre jugadores que no se conocen entre ellos. Por ejemplo, los vehículos no pueden ser comprados ni vendidos dentro del juego.

#### Comparación de precio
Las agencias de información y otras herramientas que ayudan en la valuación de objetos virtuales de los mercados secundarios han aumentado en número. Esta ha ocurrido como una respuesta para disminuir el trabajo involucrado que requiere horas, días e incluso semanas. Los usuarios, al ser capaces de intercambiar moneda virtual por real, adquieren el poder de comprar artículos virtuales. Por lo mismo, los jugadores tienen más oportunidades, mejoran sus habilidades y mejoran su reputación. Todo esto les brinda una ventaja sobre otros jugadores.

#### Impuestos
La mayoría de los académicos está de acuerdo que la venta de propiedad virtual por moneda real o activos debe estar sujeta a impuestos. Sin embargo, hay varios retos legales y prácticos para la recolección de impuestos del ingreso de venta de propiedad virtual. Por ejemplo, la incertidumbre sobre la naturaleza y ubicación conceptual de la propiedad virtual dificulta la recolección y prorrateo de impuesto a la utilidad cuando una venta ocurre entre múltiples jurisdicciones.
Adicionalmente al impuesto sobre el ingreso de las transacciones que involucran moneda real o activos, ha habido discusiones considerables involucrando el impuesto a las transacciones que tienen lugar dentro de una economía virtual. Teóricamente, las transacciones del mundo virtual podrían ser tratadas como una forma de cambio, generando un impuesto sobre las ventas. Sin embargo, por razones políticas, muchas personas están a favor de una regla tipo "cash out" que prevendría que las transacciones dentro de los juegos generaran impuestos. No obstante, como un comentarista señala, "en cuanto más sencillo sea comprar bienes reales con monedas virtuales (por ejemplo, ordenar pizza), será más probable que el Impuesto Sobre la Renta sea un impuesto exclusivo del mundo real".

#### Regulación de apuestas
La conversión entre monedas virtuales y reales ha llevado a realizar comparaciones directas entre los juegos de azar y las ganancias virtuales. Este es el porqué de que los jugadores y las compañías involucradas en esta conversión puedan estar relacionadas en la legislación de apuestas.
Durante una entrevista con el sitio de noticias Virtual World News, Alex Chapman declaró que después de hablar sobre el tema con la comisión de apuestas de Gran Bretaña, ésta respondió que las MMOG no son prioridad, y que es un riesgo muy fácil de evitar. Él sugirió que la resistencia podría requerir que las MMOGs y los operadores obtuvieran una licencia para apostar, lo que no es muy difícil en Estados Unidos. 
Cuando se le preguntó a Chapman sobre los juegos en donde no está permitida la venta de activos virtuales por dinero real, él respondió: "El punto radica en si la cosa que vas a ganar tiene un valor monetario o no. Si lo tiene, podría ser una apuesta." Así que para evitar la regulación, el operador "necesitaría tomar pasos razonables para asegurar que los beneficios que dará no tengan un valor monetario real," posiblemente para demostrar el cumplimiento de los Términos de Servicio, en donde se prohíben los mercados secundarios. 

### Crimen virtual
Los asuntos monetarios pueden causar problemas en el mundo virtual similares a los del mundo real. En Corea del Sur, donde el número de jugadores de videojuegos es muy alto, un usuario anónimo reportó una "mafia" conformada por jugadores experimentados que amenazaban a los nuevos para conseguir dinero a cambio de protección.
Otros problemas similares surgen en las economías virtuales. En el juego The Sims Online, se descubrió que un chico de 17 años con el nombre de usuario "Evangeline" había creado un cyber-burdel, en donde los usuarios pagaban dinero-sim por minutos de cyber-sexo. Maxis canceló todas sus cuentas pero si hubiese depositado su fortuna en el Mercado Abierto del Juego, habría sido capaz de mantener una parte de ella.
Un golpe virtual ha ocasionado llamadas de algunos miembros de la comunidad en Second Life para buscar una regulación externa de estos mercados: "A finales de julio, un perpetrador con información privilegiada accedió al sistema de intercambio del juego, realizó depósitos falsos y después huyó con la cantidad de $10,000 dólares. A pesar de que la cantidad en cuestión fue pequeña, este incidente hizo que los inversionistas se sintieran vulnerables."
Sin embargo, en EVE Online el robo y el abuso a otros jugadores es permitido dentro del juego, siempre y cuando no se realice ninguna transacción con dinero real. A los jugadores, se les permite tomar objetos de otros jugadores caídos en batalla. Muchas de las posesiones virtuales valuadas en decenas de miles de dólares han sido destruidas debido al espionaje corporativo y la piratería. Esto ha llevado a un estado de guerra y crimen dentro de varios conjuntos de jugadores.

#### Mercado negro
Muchos MMORPGs como RuneScape, World of Warcraft, Guild Wars, Warhammer Online, El Señor de los Anillos Online y Final Fantasy XI prohíben estrictamente la compra de oro, objetos o cualquier otro producto relacionado con el juego que involucre dinero real. RuneScape fue aún más lejos cuando quitó el sistema de batallas uno-a-uno (después de haberlas tenido por 3 años), lo que resultó en 60,000 suscripciones canceladas como protesta. Por otra parte, Final Fantasy XI y Warhammer Online tienen empleados dedicados exclusivamente al borrado del intercambio comercial que involucre dinero real en el juego. Para controlar el intercambio de dinero real, EVE Online creó un método oficial y sancionable para convertir dinero real en dinero del juego; los jugadores pueden usar dinero real para comprar un objeto específico dentro del juego que puede ser canjeado por suscripciones.

### Estabilidad
Generalmente, los juegos poseen numerosas fuentes de instrumentos monetarios para que ganen los jugadores. Sin embargo, algunos no poseen métodos efectivos que ayuden a disminuir la circulación de dichos instrumentos. Si otros factores permanecen constantes, en cuanto más aumente la oferta de monedas, más se debilitará el poder de compra de una cantidad determinada. Este es un proceso conocido como inflación. En la práctica, estos resulta en un aumento constante de precios en los artículos intercambiados. Con el balance correcto de crecimiento de jugadores, fuentes de instruments, etc., una economía virtual podría permanecer estable indefinidamente.
Como sucede en el mundo real, las acciones de los jugadores pueden desestabilizar la economía. Los "granjeros" crean monedas dentro del juego más rápido de lo normal, disparando la inflación. En casos extremos, un cracker podría ser capaz de explotar el sistema y crear una gran cantidad de dinero. Esto resultaría en hiperinflación.
En el mundo real existen instituciones completamente enfocadas en mantener un nivel deseable de inflación. Esta tarea difícil es una seria cuestión para las grandes MMORPGs que han tenido que lidiar con la "mudflación". Asimismo, se han observado casos de hiperinflación.

## Capital
En estas economías virtuales, el valor de los recursos del juego está frecuentemente atado al poder que le transfieren al usuario dentro del juego. Este poder permite al usuario adquirir cosas más raras y valiosas. Es por eso que los recursos no son sólo objetos intercambiables, sino que también tienen un rol de capital. Los jugadores también adquieren capital humano cuando tienen más poder. Los gremios poderosos a menudo reclutan jugadores conocidos para que ese jugador pueda tener mejores objetos que sólo pueden ser adquiridos a través de la cooperación entre muchos jugadores.

## Otras economías virtuales
Se dice que las economías virtuales también están presentes en "metajuegos" como los juegos de rol de acción o los juegos de cartas coleccionables. Otras monedas de metajuegos han aparecido en juegos como Everquest y World of Warcraft. Un ejemplo de un sistema de récord semi-formal es el DKP (Dragon kill points) que está presente en juegos masivos de multijugador. Los jugadores de estos juegos se enfrentan con una gran variedad de retos que sólo pueden ser superados si hay un gran número de jugadores jugando a la vez. Los DKP no son monedas oficiales pero son creadas y administradas por uniones con el objetivo de manejar la distribución de recompensas de esos retos.

### Moderación en redes sociales
En una variedad de sitios sociales y de discusión, como Slashdot, Reddit, care2 y Yahoo! Answers, se ganan puntos a través de la creación de contenido. En algunos de estos sitios, la acumulación de "puntos karma" pueden cambiarse de varias maneras por objetos o servicios virtuales, mientras que otros sitios no cuentan con una forma de canjearlos. Asimismo, en algunos sitios se ganan puntos por invitar a otros usuarios a registrarse.

## Controversia
De manera frecuente, la economía sintética de un juego resulta en una interacción con la economía "real"; ya sea por los personajes, la moneda o los objetos que puedan llegar a ser vendidos y comprados en sitios web de subastas en línea. Desde enero de 2007, en eBay, no se permite vender bienes virtuales en juegos en línea debido al estatus legal ambiguo del intercambio en el mundo real.
Mientras que algunos desarrolladores, como Blizzard (creador de World of Warcraft), prohíben esta práctica, es común que se vendan bienes o servicios virtuales en sitios de subastas y sean cambiados por dinero real.
De acuerdo a las concepciones estándares del valor económico, los bienes y servicios de las economías virtuales poseen un valor determinado. Y debido a que los jugadores de esos juegos están dispuestos a sustituir recursos económicos "reales" como el tiempo y dinero a través de estos servicios, por definición, tienen una utilidad para el usuario.
En enero de 2010, Blizzard se tornó defensiva cuando se le acusó de fraudes en el lanzamiento de un nuevo sitio. La nueva seguridad de cuenta del sitio Battle.Net remarca la importancia de mantener la información de las cuentas de usuario seguras.

   Estas páginas son parte de un esfuerzo más grande con el objetivo de proveerte conocimiento y las herramientas necesarias para identificar y reportar amenazas que afecten la seguridad de tu cuenta, para detectar maneras en las que trabajaremos para brindarte una mayor seguridad, y para actuar como una fuente de ayuda en caso de que alguien trate de robar la información de tu cuenta. 

Una campaña realizada por fanes de World of Warcraft para quitar los anuncios de oro del sitio es solo uno de varios esfuerzos comunitarios que se han llevado a cabo con el objetivo de tomar acciones contra los crackers.

   Los vendedores de oro y servicios son los responsables de la gran mayoría de robo de cuentas, y son la fuente número uno de intentos de phishing, spyware e incluso robo de tarjetas de crédito en World of Warcraft. Los jugadores que compran oro están apoyando el spam y los hacks, y al hacerlo empeoran la experiencia de juego de todos los demás.

El primero de agosto de 2001, Blizzard Entertainment anunció que su próximo juego, Diablo III, incluiría una casa de subastas, en donde los jugadores serían capaces de comprar y vender objetos dentro del juego por dinero real. Robert Bridenbecker, Vicepresidente de Tecnologías Online de Blizzard, explicó que el propósito detrás de esta acción era reducir drásticamente los robos de cuenta ocasionados por interacciones con jugadores de otros sitios.
Otros desarrolladores de juegos venden objetos y monedas virtuales a cambio de dinero real. Por ejemplo, el MMOG There tiene "therebucks" que se venden por dólares americanos. En Second Life, los Dólares Linden pueden ser adquiridos a cambio de dinero real. Las tasas fluctúan con base en la oferta y demanda, pero en los últimos años han permanecido relativamente estables alrededor de 265 Dólares Linden por $1 dólar real debido a la "creación de dinero" de Linden Lab. La moneda en el juego Entropia Universe, los PED (Project Entropia Dollars, por sus siglas del inglés), pueden ser comprados y canjeados por dinero real. Cada 10 PED equivalen a un dólar real. El 14 de diciembre de 2004, se vendió una isla en Project Entropia por $26,500 dólares. Un jugador también compró una estación espacial virtual por $100,000 dólares y planea usarla como club nocturno.
Muchos mundos virtuales coreanos (como Flyff) y otros mundos fuera del país (como Archlord y Achaea) operan vendiendo objetos virtuales a jugadores a cambio de dinero real. Generalmente, estos objetos no pueden ser transferidos y son usados sólo como un medio para representar una suscripción Premium.
Estas interacciones con la economía real son objeto de controversia. Los mercados que capitalizan a través de los videojuegos no son ampliamente aceptados por la industria. Las razones de esta controversia son variadas. En primer lugar, los desarrolladores de los juegos a menudo consideran que ellos están tratando de proveer una experiencia de fantasía y que la interacción con las transacciones del mundo real aleja a los usuarios de la esencia del juego. Además, en la mayoría de los juegos no es aceptado ofrecer a otro jugador un intercambio de dinero real a cambio de que juegue de una manera determinada. Sin embargo, estas reglas de etiqueta pueden no aplicar en algunos casos.
Existen muchas cuestiones y puntos de vista relacionados con la regulación de este tipo de economía. Algunos argumentan que al permitir el intercambio de objetos de juego por dinero los hace, esencialmente, intercambios de apuestas, lo que debería tener una regulación. Otra cuestión es el impacto de los impuestos que podrían estar involucrados dentro de los videojuegos. Por ejemplo, si se considera que una espada mágica tiene un valor monetario real, un jugador que mate a un monstruo poderoso con ella podría encontrarse con una recolección de impuestos por el valor de la espada, lo mismo sería con cualquier "premio". Esto haría imposible que ningún jugador tuviera nada que ver con este tipo de intercambio. 
Una tercera cuestión es la participación del equipo de mantenimiento del juego en estas transacciones. Debido a que el desarrollador tiene el poder de cambiar el juego, expulsar a un jugador, borrar objetos, etc., tiene una responsabilidad importante en un caso donde se trate con pérdidas de dinero real por alguna pérdida de algún objeto. Richard Bartle argumentó que este aspecto niega la existencia de la idea de propiedad en un mundo virtual, y debido a la ausencia de una propiedad real no es posible que un intercambio "real" se lleve a cabo. Algunos desarrolladores han actuado deliberadamente al eliminar objetos que han sido cambiados por dinero, como fue el caso de Final Fantasy XI, donde se creó un equipo par eliminar personajes involucrados en el intercambio de monedas virtuales por dinero real.